# Julesburg
Julesburg é uma cidade  localizada no estado americano do Colorado, no Condado de Sedgwick.

## Demografia
Segundo o censo americano de 2000, a sua população era de 1467 habitantes.
Em 2006, foi estimada uma população de 1308, um decréscimo de 159 (-10.8%).

## Geografia
De acordo com o United States Census Bureau tem uma área de
3,3 km², dos quais 3,3 km² cobertos por terra e 0,0 km² cobertos por água. Julesburg localiza-se a aproximadamente 1060 m acima do nível do mar.

## Localidades na vizinhança
O diagrama seguinte representa as localidades num raio de 40 km ao redor de Julesburg.